# Wheelton
Wheelton est un village et une paroisse civile du Lancashire en Angleterre. Il dépend du borough de Chorley. Sa population comptait 1 001 habitants en 2001 et 956 en 2011.

## Géographie
Le village se trouve sur la route A674 entre Chorley et Blackburn, non loin du canal Leeds-Liverpool.
Wheelton consiste en deux entités : Wheelton proprement dit, près du canal et à la limite de Whittle-le-Woods, et Higher Wheelton, quartier aisé près de la route Chorley-Blackburn.   